# 鴨川をどり

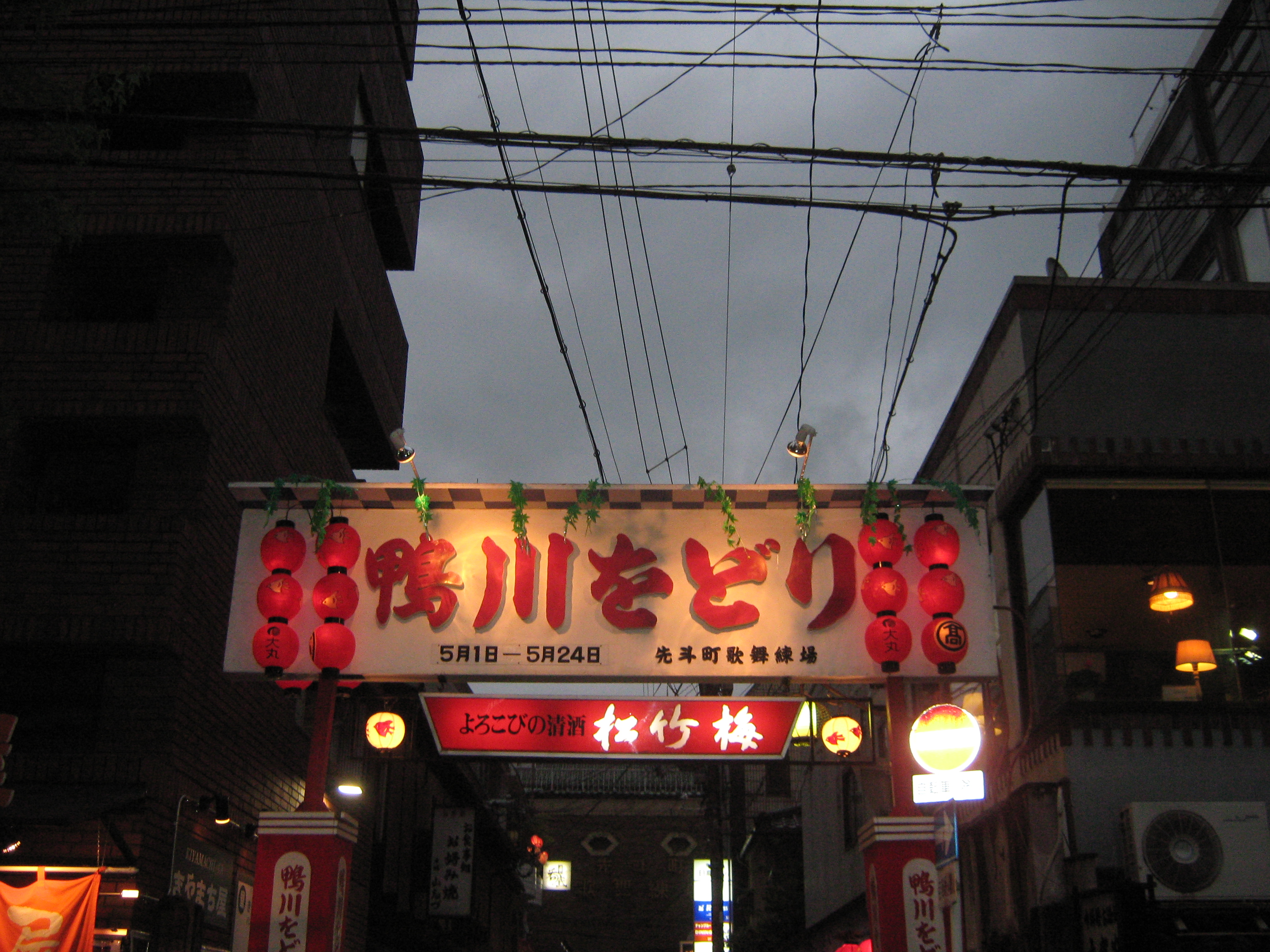
鴨川をどり開催時の木屋町通（京都市中京区）

鴨川をどり（かもがわをどり）は明治5年から創演以来、毎年5月1日から24日にかけて先斗町歌舞練場で上演される舞踊公演。京の花街の中で最も上演回数の多いことで有名。

## 沿革
先斗町の花街としての起源は1670年（寛文10年）に遡る。高度に様式化された舞台芸能である歌舞伎はここで始まったと言われている。明治5年（1872年）に第１回京都博覧会の観光客誘致の一助として都をどりと共に「鴨川をどり」が創演されて以来、毎年上演回数を重ねている。第二次世界大戦で中断された時期もあったがすぐに再開され、途中から春・秋との二回公演の構成で上演され1998年まで続いた。鴨川をどりは総踊形式の都をどりに対し第一部が舞踊劇、第二部が舞妓らの出演による舞踊ショーの二部構成で人々の目を楽しませている（1950年までは都をどりと同じく総踊形式で上演されていた）。
昭和初期の鴨川をどりには洋楽が使用され、中には少女レビューも上演されジャン・コクトー、チャップリンをはじめ海外の著名人らを魅了した。

## 年表
- 1872年（明治5年）：鴨川をどり初演
- 1884年 ～ 1894年の10年間休演
- 1895年（明治28年）：上演再開
- 1944年 ～ 1945年、第二次世界大戦で休演。
- 1946年（昭和21年）：上演再開
- 1951年（昭和26年）：春・秋の二回公演開始。（1998年まで続く）
- 2020年（令和2年）：新型コロナウイルスの感染拡大のため、中止[5]。
- 同年：クラウドファンディング（※2020.11.30成立）[6]や先斗町オリジナルグッズの発売を行うことによって、新型コロナウイルスの感染拡大のため、中止となった「鴨川をどり」をいつもと異なる季節にはなるが、翌年度の5月21日よりオンライン版にて公開される。「鴨川をどり」の演目の一部を先斗町歌舞練場にて開催し、インターネットによるライブ配信を計画している[7]。
- 2021年（令和3年）：新型コロナウイルスの感染拡大のため、昨年度と同様に中止。同歌舞会は新作舞台を映像に収め、「オンライン版鴨川をどり」として、5月21日から配信する準備を進めている[8]。
- 2022年（令和4年）：3年振りの公演。新型コロナウイルス感染対策のため通常の2部制でなく全場面純舞踊に構成した[9]。
- 2023年（令和5年）：4年振り2部制の通常公演に戻る[10]。

## 歴代演目

### 1872年 ～ 1883年
| 回 | 年代               | 期間 | 演目               | 作詞     | 備考   |
| -- | ------------------ | ---- | ------------------ | -------- | ------ |
| 1  | 1872年（明治5年）  |      | 雲井の庭           | 横井雅頌 | 初演。 |
| 2  | 1873年（明治6年）  |      | 御代の祝           | 〃       |        |
| 3  | 1874年（明治7年）  |      | 四方の花           | 〃       |        |
| 4  | 1875年（明治8年）  |      | 源氏のおもかげ     | 〃       |        |
| 5  | 1876年（明治9年）  |      | 花くらべ           | 〃       |        |
| 6  | 1877年（明治10年） |      | 四方の眺（ながめ） | 明石高博 |        |
| 7  | 1878年（明治11年） |      | 三やしろめぐり     | 〃       |        |
| 8  | 1879年（明治12年） |      | 都のなどころ       | 〃       |        |
| 9  | 1880年（明治13年） |      | 花づくし           | 〃       |        |
| 10 | 1881年（明治14年） |      | 御代の四季         | 〃       |        |
| 11 | 1882年（明治15年） |      | 六歌仙             | 〃       |        |
| 12 | 1883年（明治16年） |      | 京の花             | 〃       |        |

### 1895年 ～ 1912年
| 回 | 年代               | 期間 | 演目             | 作詞     | 備考                 |
| -- | ------------------ | ---- | ---------------- | -------- | -------------------- |
| 13 | 1895年（明治28年） |      | 宮中のすさび     | 倉田保之 | 先斗町歌舞練場開場。 |
| 14 | 1896年（明治29年） |      | 四季の山ぶみ     | 〃       |                      |
| 15 | 1897年（明治30年） |      | 三の茶どころ     | 〃       |                      |
| 16 | 1898年（明治31年） |      | 雪月花           | 〃       |                      |
| 17 | 1899年（明治32年） |      | 三あれのさかえ   | 〃       |                      |
| 18 | 1900年（明治33年） |      | 三つの歌神       | 〃       |                      |
| 19 | 1901年（明治34年） |      | よろずのともし火 | 〃       |                      |
| 20 | 1902年（明治35年） |      | よつのながめ     | 〃       |                      |
| 21 | 1903年（明治36年） |      | よつのすさび     | 〃       |                      |
| 22 | 1905年（明治38年） |      | 五節会           | 〃       |                      |
| 23 | 1906年（明治39年） |      | 三の天が下       | 〃       |                      |
| 24 | 1907年（明治40年） |      | 近江八景         | 〃       |                      |
| 25 | 1908年（明治41年） |      | 大和めぐり       | 〃       |                      |
| 26 | 1909年（明治42年） |      | 西山めぐり       | 〃       |                      |
| 27 | 1910年（明治43年） |      | 清水の流れ       | 〃       |                      |
| 28 | 1911年（明治44）   |      | 寧楽の四季       | 〃       |                      |
| 29 | 1912年（明治45年） |      | 富士の眺め       | 〃       |                      |

## その他

### ドキュメンタリー
- 新・にっぽんの芸能「京の花街が伝える心の芸〜先斗町“鴨川をどり”〜」（2022年7月8日、NHK Eテレ）[13]